# Rifrepublikken
Rifrepublikken eller Rif-stammernes konføderale republik (berbisk: Tagduda n Arif; spansk: República del Rif), var en oprørsrepublik imod det spanske kolonistyre i Rif i det nordlige Marokko i den første halvdel af 1920'erne. Den blev grundlagt i september 1921, da befolkningen i Rif gjorde oprør og erklærede sig for selvstændig både fra det spanske styre og fra den marokkanske sultan Yūsuf af Marokko.
Republikkens hovedstad var Ajdir, og befolkningen løb op på omkring 550.000, da Abd El-Krim, republikkens præsident, den 18. september udråbte landets selvstændighed. Efter Rifkrigen, da de spanske og franske styrker havde grebet ind med store troppestyrker, og spanierne anvendte kemiske våben mod Rif-berberne, blev republikken 1926 opløst, og kolonityret fortsatte.